# Смит, Хлоя
Хлоя Ребекка Смит (англ. Chloe Rebecca Smith; род. 17 мая 1982, Ашфорд) — британский политик, член Консервативной партии. Министр труда и пенсий (2022).

## Биография
Окончила Йоркский университет, с 2004 года работала в сети консалтинговых компаний Deloitte.
23 июля 2009 года сенсационно победила с результатом 39,5 % на дополнительных выборах в округе Северный Норидж, который традиционно голосовал за лейбористов. Лидер оппозиционной тогда Консервативной партии Дэвид Кэмерон отметил, что это всего лишь второй округ, «отбитый» партией у лейбористов за 27 лет (кандидата лейбористов Криса Островски, оказавшегося сильнейшим среди всех соперников, поддержали только 18,16 % избирателей).
В 2011 году назначена экономическим секретарём Казначейства.
В 2012—2013 годах занимала должность парламентского помощника министра без портфеля по вопросам Конституции и деволюции.
В 2017—2018 годах являлась парламентским помощником министра по делам Северной Ирландии.
В 2018—2021 годах — младший министр по вопросам Конституции и деволюции.
С сентября 2021 года — младший министр по делам лиц с ограниченными возможностями, труду и здравоохранению.
6 сентября 2022 года при формировании правительства Лиз Трасс получила портфель министра труда и пенсий.
25 октября 2022 года по завершении правительственного кризиса был сформирован кабинет Риши Сунака, в котором Смит не получила никакого назначения.

## Личная жизнь
В 2013 году Хлоя Смит вышла замуж за финансиста Сэнди Макфадзена (Sandy McFadzean), в их семье двое детей — сын (род. 2016) и дочь (род. 2019).